# Kellie Carter Jackson
Kellie Carter Jackson es una historiadora y locutora estadounidense que investiga la historia de la esclavitud en Estados Unidos, los abolicionistas, la violencia y la historia de las mujeres negras.

## Trayectoria
Jackson se licenció en la Universidad Howard y, posteriormente, se doctoró en la Universidad de Columbia. Fue miembro del Departamento de Estudios Africanos y Afroamericanos de la Universidad de Harvard y es Profesora asociada Michael y Denise '68 de Estudios Africanos en el Wellesley College.
Jackson es historiadora residente del Museum of African American History de Boston y coanfitriona del pódcast titulado This Day in Political Esoteric History (Este día en la historia política esotérica), de Radiotopia, con Jody Avirgan y Nicole Hemmer. Además, es la creadora del pódcast Oprahdemics: The Study of the Queen of Talk (Oprahdemics: El estudio de la reina de la palabra) con Leah Wright Rigueur. En 2022, Oprahdemics cambió su nombre a You get a podcast (Recibe un pódcast) después de que la empresa de Oprah Winfrey, a la que refiere el nombre de Oprahdemics, presentara una demanda para evitar confusión sobre su apoyo al programa.
Ha publicado varias investigaciones sobre la esclavitud en Estados Unidos, los abolicionistas, la violencia y la historia de las mujeres negras. Su primer libro Reconsidering Roots, de 2017, es una colección de artículos que analizan en el contexto actual la política, el alcance y el impacto de la novela Raíces de Alex Haley, publicado en la década de 1970.

## Reconocimientos
El libro de Jackson titulado Force and Freedom: Black Abolitionists and the Politics of Violence (Fuerza y libertad: Los abolicionistas negros y la política de la violencia) publicado por la University of Pennsylvania Press fue finalista del premio Frederick Douglass Book Prize, y ganador del premio James H. Broussard al mejor primer libro otorgado por la Society for Historians of the Early American Republic (SHEAR).

## Obra
- 2017 – Reconsidering Roots: Race, Politics, and Memory (Since 1970: Histories of Contemporary America Series). University of Georgia Press. ISBN 978-0820350837.
- 2019 – Force and Freedom: Black Abolitionists and the Politics of Violence (America in the Nineteenth Century). University of Pennsylvania Press. ISBN 978-0812251159.